# Scandiano
Scandiano är en kommun i provinsen Reggio Emilia i regionen Emilia-Romagna i Italien. Kommunen hade 25 770 invånare (2018) och gränsar till kommunerna Albinea, Casalgrande, Castellarano, Reggio nell'Emilia och Viano.

## Kända personer från Scandiano
- Matteo Maria Boiardo
- Romano Prodi